# Elmer Miller (Baseballspieler, 1903)
Elmer Joseph Miller, Spitzname Lefty, (geboren am 17. April 1903 in Detroit, Michigan; gestorben am 8. Januar 1987 in Corona, Kalifornien) war ein US-amerikanischer Baseballspieler in der Major League Baseball (MLB) auf der Position des Pinch Hitters, der aber auch als Pitcher und als Outfielder zum Einsatz kam. Miller spielte 1929 in 31 Spielen für die Philadelphia Phillies in der National League. Er gab sein MLB-Debüt am 21. Juni 1929 gegen die New York Giants. In dem Spiel wurde Miller im vierten Inning für Bob McGraw als Pitcher eingewechselt. Er pitchte fünf weitere Innings und ließ nur einen Run zu. Das Spiel verloren die Phillies trotzdem mit 5 zu 11. Es folgten weitere Einsätze als Outfielder und Pinch Hitter. Sein letztes Spiel gab Miller am 22. August 1929 gegen die Chicago Cubs. In dem Spiel wurde er für ein Schlagversuch als Pinch Hitter eingewechselt und schlug einen Flyball ins Leftfield. Das Spiel verlor Philadelphia mit 7 zu 16.